# Чёрный хохлатый орёл
Чёрный хохлатый орёл (лат. Spizaetus tyrannus) — вид хищных птиц семейства ястребиных. Выделяют два подвида. Распространены от Мексики до Аргентины.

## Описание

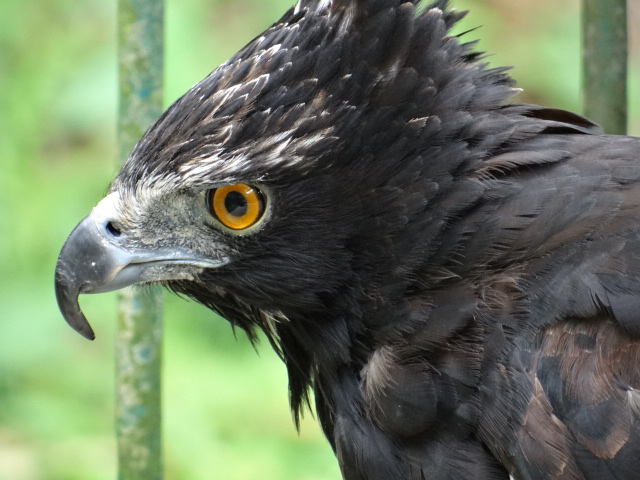
Голова крупным планом

Орел среднего размера, длина тела варьирует от 58 до 71 см, а размах крыльев от 115 до 148 см. Самки немного тяжелее самцов, их масса варьирует от 1,09 до 1,15 кг, тогда как у самцов — от 875 до 955 г. Отличительными признаками вида являются короткий пушистый прямостоячий гребень на голове, относительно короткие и широкие крылья, длинный хвост с квадратным или слегка закругленным кончиком, а также полностью покрытые перьями лапы.  Кончики крыльев достигают основания хвоста или немного заходят на хвост. Клюв мощный, короткий, сильно загнут книзу. Половой диморфизм в окраске оперения не выражен. Верхняя часть головы и тела пурпурно-чёрного цвета, с небольшой областью белого цвета у основания гребня. Хвост с тремя серовато-коричневыми полосами и беловатыми кончиками кроющих перьев. Нижняя часть тела и крыльев чёрные. На горле, брюхе и на крыльях иногда видны белые крапинки. На маховых перьях и хвосте выделяются яркие беловатые полосы, которые видны только в полёте. Бёдра с белыми полосками. Радужная оболочка от желтоватого до янтарного цвета, восковица сероватая.

## Места обитания
Черные хохлатые орлы обитают в тропических и субтропических влажных лесах от уровня моря до высоты 2000 метров над уровнем моря. Чаще всего встречаются у опушек леса или вдоль рек. Встречаются также во вторичных лесах и полуоткрытых лесных массивах. Осёдлый вид. 

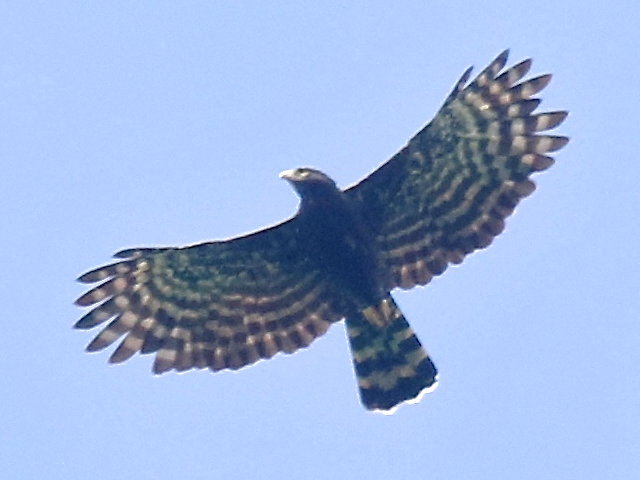
В полёте

## Биология
Вне сезона размножения чёрные хохлатые орлы ведут в основном одиночный образ жизни. Обычно их можно увидеть в утренние часы, планирующими по кругу высоко над своей территорией. Эти скользящие полеты иногда длятся около десяти минут и сопровождаются громкими криками. В сезон размножения пара орлов демонстрирует акробатический парад в воздухе, совершая пируэты и сцепляясь когтями.

### Питание
Чёрные хохлатые орлы в основном охотятся на птиц и млекопитающих. Размеры птиц варьируют от довольно крупных видов, таких как чачалаки (Ortalis), туканы (Ramphastos) и арасари (Pteroglossus). В юго-восточной части Мексики последние составляют почти 50% рациона. В состав рациона входят и мелкие воробьиные, а также птенцы. Млекопитающие в составе рациона представлены мелкими и средними видами, такими как маленькие обезьяны, беличьи, сумчатые. Один из немногих видов хищных птиц, который нападает на летучих мышей в дневное время, когда последние спят на деревьях. Чёрные хохлатые орлы также ловят змей и крупных ящериц. Охотятся с присады, часто перелетая от дерева к дереву. Жертву или сразу сбрасывают на землю, или преследуют в полёте.

### Размножение
В Центральной Америке сезон гнездования длится с декабря по август. Гнездо представляет собой объёмную конструкцию диаметром около 125 см, сооружённую из веток. Обычно располагается на высоте от 13 до 20 метров над землей в кроне Ройстоунея кубинская (Roystonea regia), у основания боковой ветви или в плотном сплетении вьющихся растений внутри деревьев рода Свитения (Swietenia) или других высоких деревьев. В кладке одно яйцо (редко два) белого цвета с коричневыми пятнами размером 60х50 мм и массой около 75 г. Инкубационный период продолжается около 44 дней. Птенцы оперяются примерно через 70 дней. После этого они остаются в непосредственной близости от гнезда еще несколько месяцев.

## Подвиды и распространение
Выделяют два подвида:
- S. t. serus  Friedmann, 1950 — от центральной Мексики через Центральную Америку и север Южной Америки до центра Бразилии, Боливии и Перу
- S. t. tyrannus (Wied-Neuwied, 1820) — восток и юг Бразилии, Уругвай и северо-восток Аргентины